# Bellevalia pelagica
Bellevalia pelagica är en sparrisväxtart som beskrevs av C.Brullo, Brullo och Pasta. Bellevalia pelagica ingår i släktet Bellevalia och familjen sparrisväxter.
Artens utbredningsområde är Sicilien. Inga underarter finns listade i Catalogue of Life.